# Flanc (anatomia)
El flanc  o costat  és el costat del cos entre la caixa toràcica i l'os ilíac del maluc (sota la caixa toràcica i per damunt de l'ili ).
De vegades se li diu regió lumbar.

## Descripció
Designa cadascuna de les parts laterals del cos, ja sigui en un home o en un animal, abastant des de les costelles fins als malucs. En els quadrúpedes, és la part que uneix la pota davantera amb la del darrere.